# Lill-Våndtjärnen
Lill-Våndtjärnen är en sjö i Härjedalens kommun i Härjedalen och ingår i Ljusnans huvudavrinningsområde.